# Avernus Dorsa
Avernus Dorsa és una formació geològica de tipus dorsum a la superfície de Mart, localitzada amb el sistema de coordenades planetocèntriques a -3.53 ° latitud N i 171.96 ° longitud E, que fa 296.59 km de diàmetre. El nom va ser aprovat per la UAI l'any 1985 i fa referència a una característica d'albedo localitzada a 4 ° latitud S i 190 ° longitud O.